# Lyssavirus del pipistrello australiano
Il lyssavirus del pipistrello australiano (Australian bat lyssavirus, in sigla ABLV) è una specie di virus zoonotico, a singolo filamento negativo di RNA, strettamente correlato al virus della rabbia, appartenente al genere Lyssavirus, famiglia Rhabdoviridae, ordine Mononegavirales. Il virus è presente in Australia e i pipistrelli ne sono considerati la principale riserva virale.

## Storia
Il lyssavirus del pipistrello australiano è uno dei quattro virus zoonotici scoperti nei pipistrelli Pteropus a partire dal 1994, gli altri sono hendravirus, nipahvirus e menangle virus. Di questi, il lyssavirus del pipistrello australiano è l'unico direttamente trasmissibile all'uomo senza un ospite intermedio.
È stato identificato per la prima volta nel gennaio 1995, nei pressi di Ballina (Australia), in un esemplare di Pteropus alecto di cinque mesi durante un programma di sorveglianza nazionale per il recentemente identificato Hendravirus.
Sono stati documentati quattro casi di infezione nell'uomo, tutti mortali.
Il primo si è avuto nel novembre 1996, quando un animal caregiver è stato graffiato da un Saccolaimus flaviventris. La malattia è insorta 4-5 settimane dopo l'incidente e in 20 giorni l'ha portato alla morte. Il virus è stato identificato nel tessuto cerebrale con la PCR e l'immunoistochimica.
Nell'agosto 1996 una donna nel Queensland è stata morsa al dito da una volpe volante mentre tentava di spostarla da un bambino sul quale era caduta. La malattia insorse dopo 27 mesi di incubazione e la morte sopraggiunse 19 giorni dopo l'insorgenza della malattia.
Nel dicembre 2012 un bambino di otto anni è stato morso o graffiato da un pipistrello nel Queensland. La malattia insorse tre settimane dopo e la morte sopraggiunse il 22 febbraio 2013.
Un altro caso, anch'esso mortale, è avvenuto nel giugno 2025 .

## Trattamento medico
In caso di morsi o graffi è necessario, il prima possibile, lavare accuratamente la ferita per 15 minuti con acqua e sapone e applicare il più presto possibile un antisettico con azione antivirale quindi il paziente deve ricevere, in ambiente ospedaliero, immunoglobuline antirabbiche e vaccino antirabbico .